# Sota Rusztaveli
Sota Rusztaveli (grúzul შოთა რუსთაველი), (1172 – 1216) grúz költő, a középkori grúz irodalom kiemelkedő alakja. A grúz nemzeti eposznak is tekintett mű,  A párducbőrös lovag (más fordításban: A tigrisbőrös lovag, (grúzul: ვეფხისტყაოსანი Vephisztkaoszani) szerzője.

## Élete

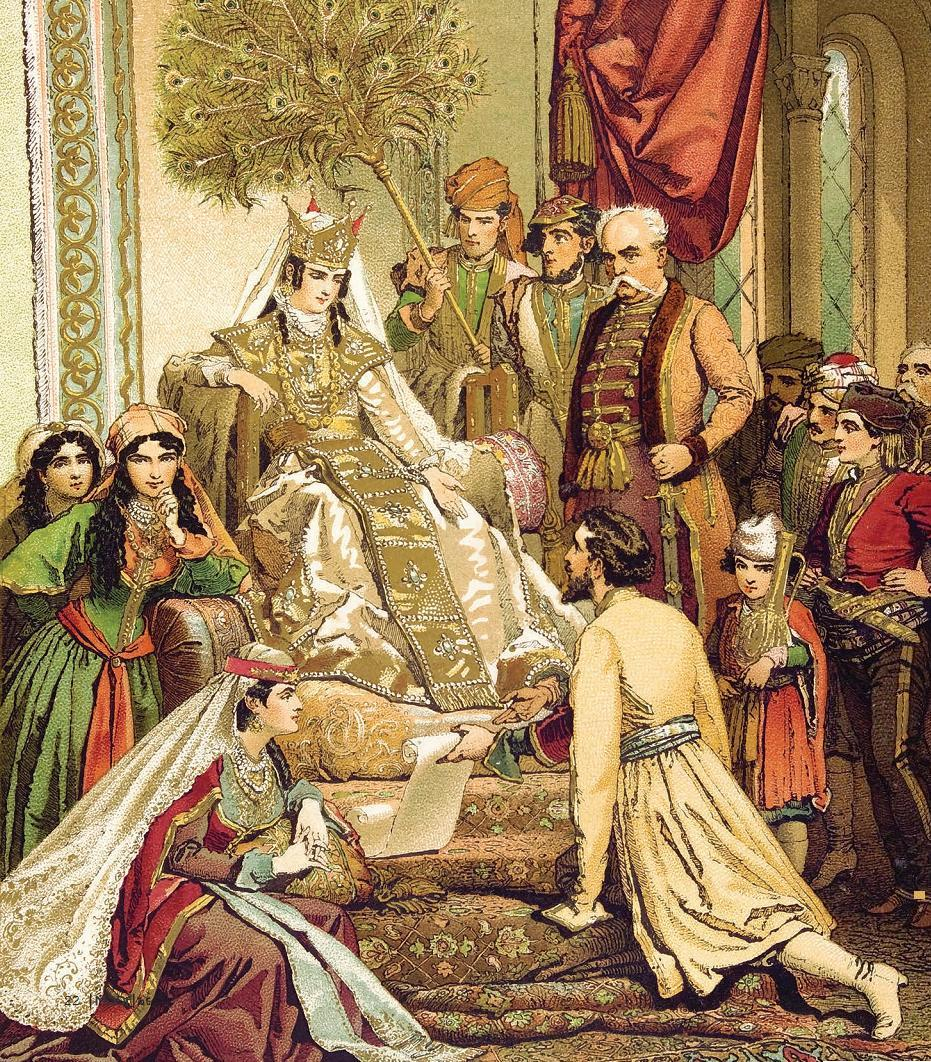
Zichy Mihály: Sota Rusztaveli felajánlja művét Tamara királynőnek, 1880

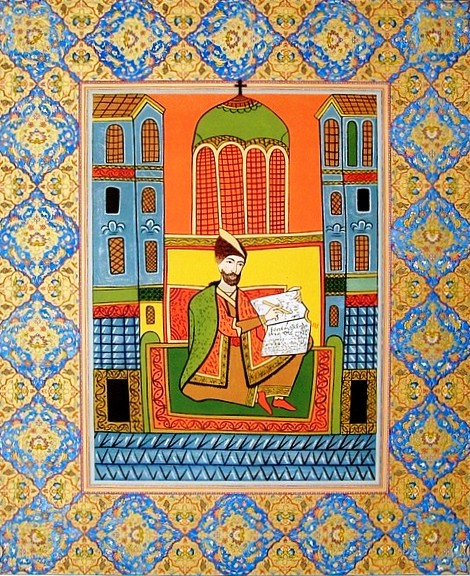
Sota Rusztaveli, Fliert francia művész festménye (1847), egy régi grúz kézirat alapján

Születésének és elhunytának pontos ideje nem ismert. Rusztaveli grúz nemes volt, talán I. Tamar grúz királynő kincstárnoka (Mecsurcsletuhuceszi), aki megrendelte a jeruzsálemi grúz Kereszt kolostor freskóit. A kolostor egyik oszlopán ma is látható egy portré, ami egyesek szerint Rusztavelit ábrázolja, sőt van olyan történészi vélemény, hogy ott is temették el a költőt. A freskót 2004-ben ismeretlen elkövetők megrongálták, megpróbálták az arcképét eltüntetni.
Életéről szinte semmit nem lehet tudni. Neve azt jelenti: „Rusztavi ura”, vagy „rusztavi férfi”. Rusztavi Grúzia déli, Meszhéti tartományában fekvő település (ma kisváros, ami nem azonos a mai kelet-grúziai Alsó-Kartli régió székhelyével, Rusztavi várossal). Személye hiteles módon a jeruzsálemi grúz egyházhoz köthető, ahol védő vagy esetleg zarándok lehetett és az említett Kereszt kolostorban található freskókhoz is köze van.

## Műve
Rusztaveli műve, mely személyét irodalmi nagysággá tette A párducbőrös lovag számtalan nyelven olvasható a világban. Eredeti kézirata nem maradt fenn, csak jóval későbbi másolatok formájában. A másolatokban az eredeti szöveget bővítették, néhol át is alakították. Először 1712-ben nyomtatták ki a grúz fővárosban, Tbilisziben. A költő az archaikus és a ma is beszélt grúzt ötvöző nyelven írta (amit „párducbőrös grúz”-nak is neveznek), és stílusában egyedi, az azonban bizton állítható, hogy szerzője korának magasan kiművelt fője, és a keresztény vallása iránt is elkötelezett hívő ember volt.
A mű tükrözi korának reneszánsz szellemiségét. 

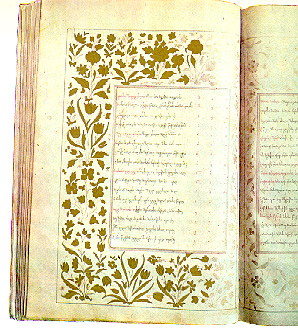
A kézirat

A tbiliszi Grúz Kézirat Központban a mű két 16. századi kéziratát őrzik. A legkorábbi néhány fennmaradt sor 14. századi eredetű, a teljes mű máig fennmaradt legkorábbi másolatai 17. századiak.

## Emlékezete
Grúzia legrangosabb művészeti kitüntetése a Rusztaveli-díj. Tbiliszi főutcája, a főváros egy utcája és metró állomása Rusztaveli nevét viselik.
Zviad Csumburidze grúz nagykövet 2010. februári kérése nyomán a Kecskeméten felállított Rusztaveli szobrot (Merab Merabisvili alkotása) áthelyezték Budapestre a XII. kerületbe, a Kútvölgyi út és Virányos út kereszteződésébe. A kereszteződés kis zöldterületét Rusztaveliről nevezték el. A szobor 2010 júniusában már a helyén volt, 2011. május 23-án Schmitt Pál köztársasági elnök és Miheil Szaakasvili Grúzia elnöke avatta fel. A szobor és környékének gondozásában a közeli Grúz Nagykövetség is részt vesz.

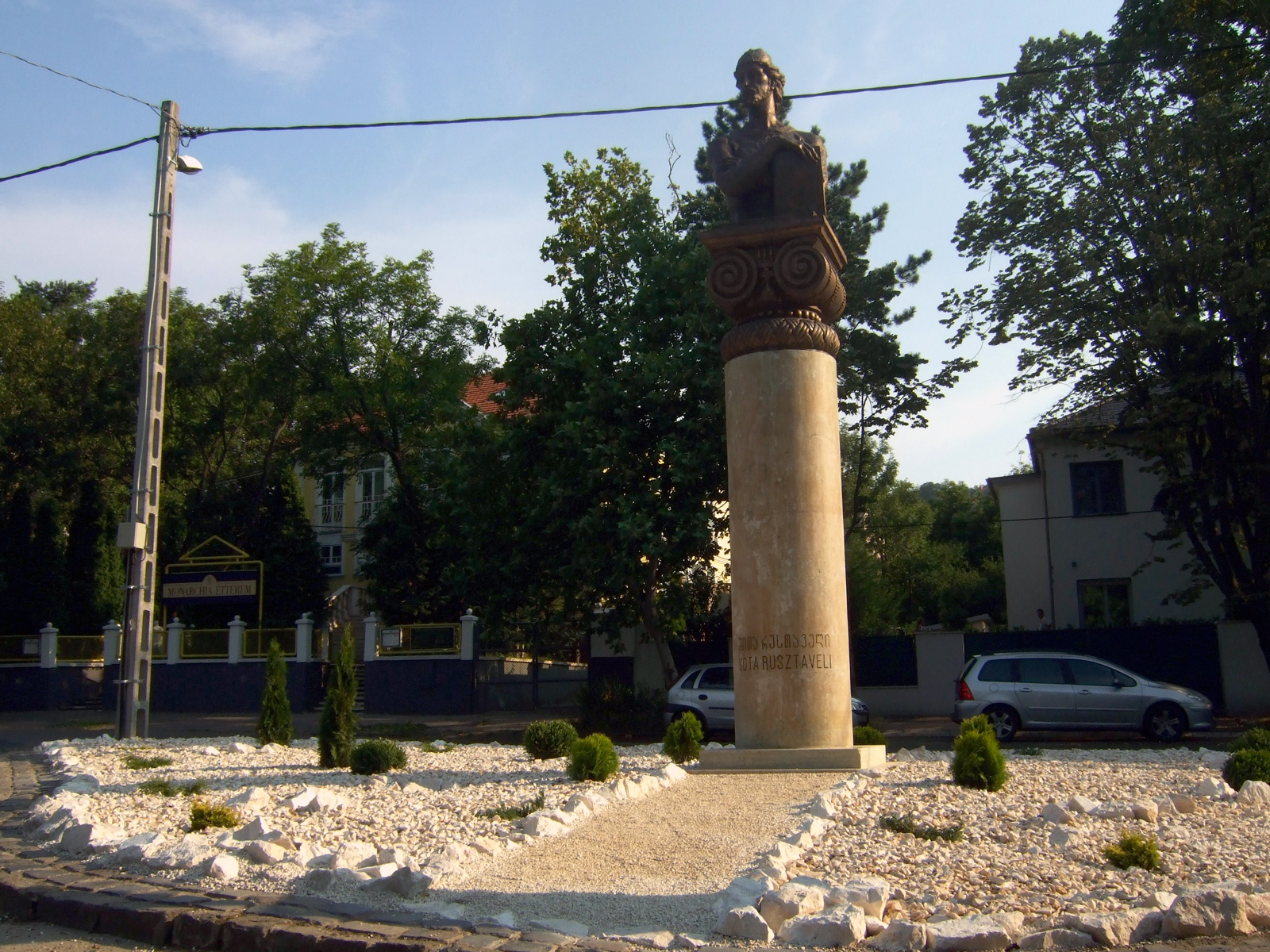
Sota Rusztaveli mellszobra Budapesten

2016. március 11-én Zichy Mihály halálának 110. évfordulóján Tbilisziben a Magyar Nagykövetség a Parlamenti Könyvtárral együtt képkiállítást szervezett. A kiállításon megtekinthetőek voltak a Rustaveli „Tigrisbőrös Lovag” című nemzeti eposzához készített Zichy-illusztrációk.
A grúzok „nemzeti festőjükként” tisztelik a magyar Zichy Mihályt, mert ő készítette azokat az illusztrációkat, amelyeket a Rusztaveli-mű grúziai és nemzetközi kiadásaiban máig leggyakrabban használnak. Tbilisziben Zichynek szobrot állítottak, és utcát is neveztek el róla. Művének első magyar kiadása 1917-ben jelent meg, Vikár Béla fordításában (grúzból), Zichy Mihály 26 rajzával az Athenaeum Kiadó gondozásában. Második magyar fordítója Weöres Sándor volt. Az oroszból készült fordítást szintén Zichy Mihály 26 fekete-fehér és egy színes, egész oldalas illusztrációja díszíti. (Európa Könyvkiadó, 1954)
A nevét viseli az 1171-es számú Rusthawelia kisbolygó.

### Filatélia
A szovjet posta 1938-ban, 1956-ban bélyegkiadással és 1966-ban bélyegsorral tisztelgett emléke előtt.

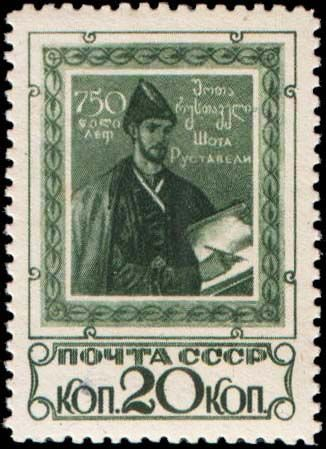
1938-as szovjet bélyegkiadás
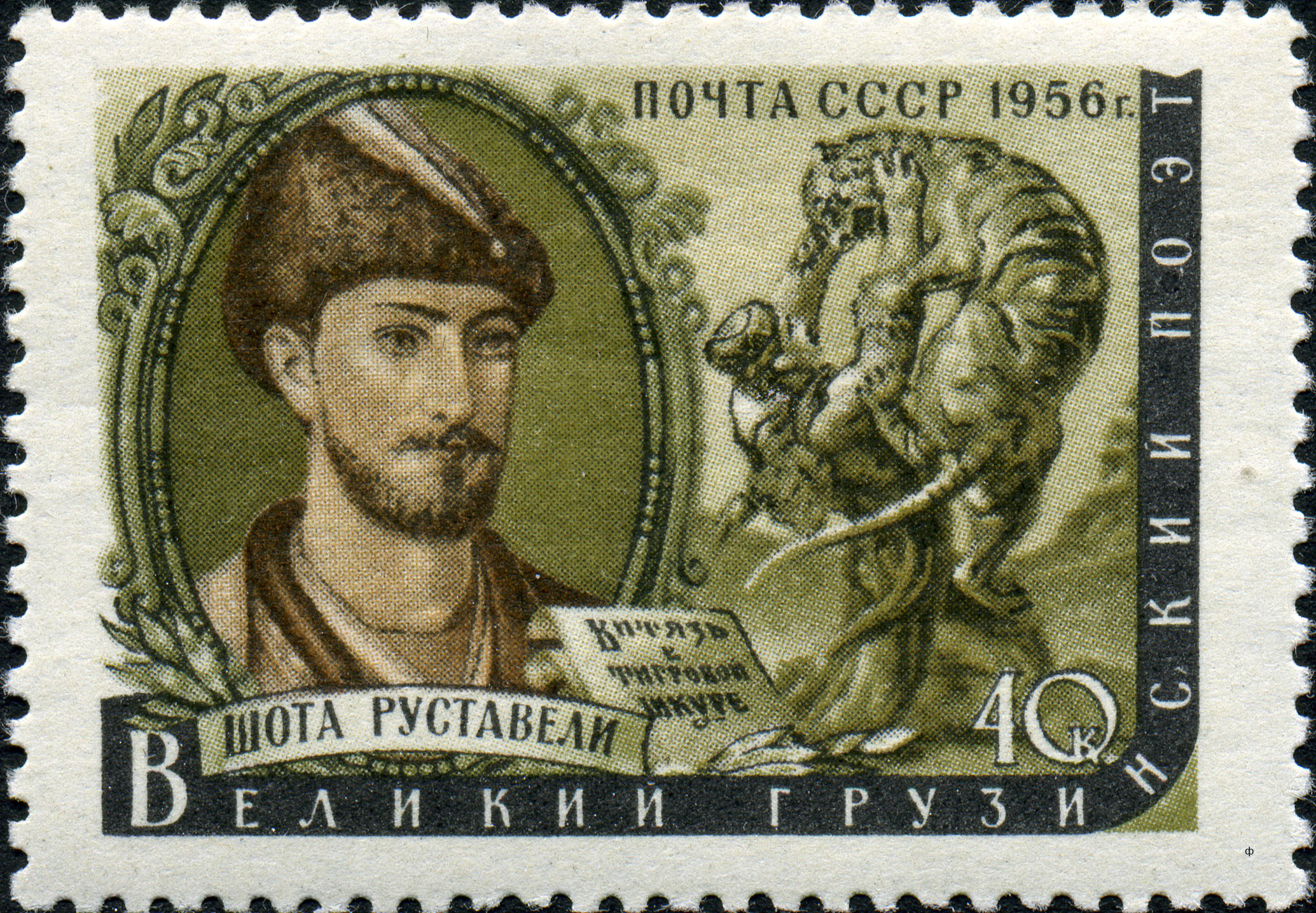
1956-os szovjet bélyegen
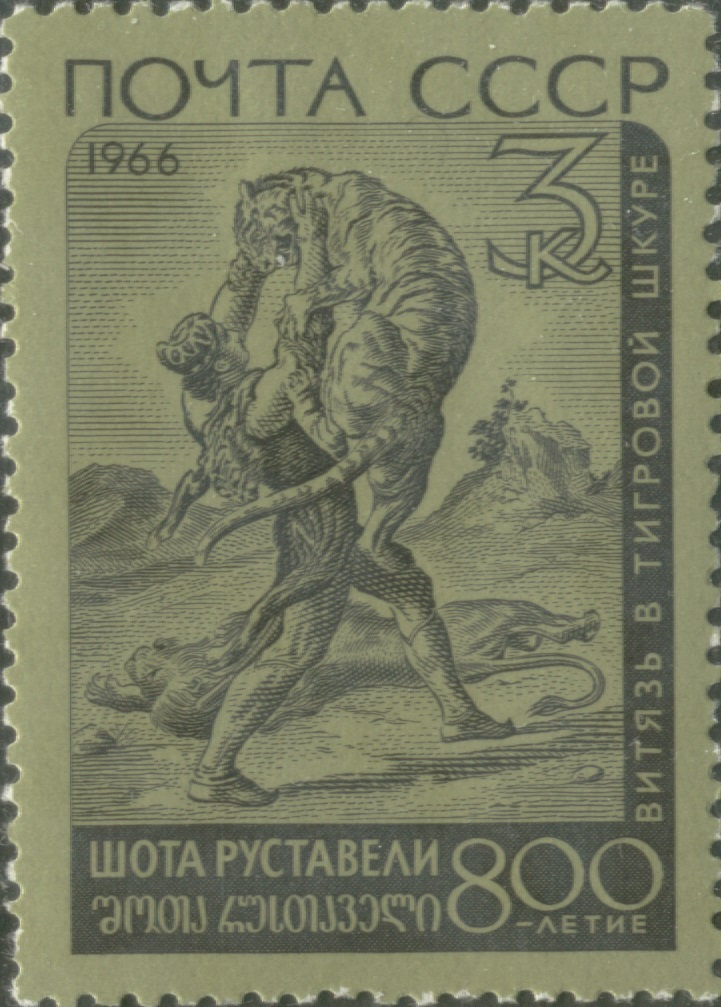
1966-os 3 kopejkás szovjet bélyeg
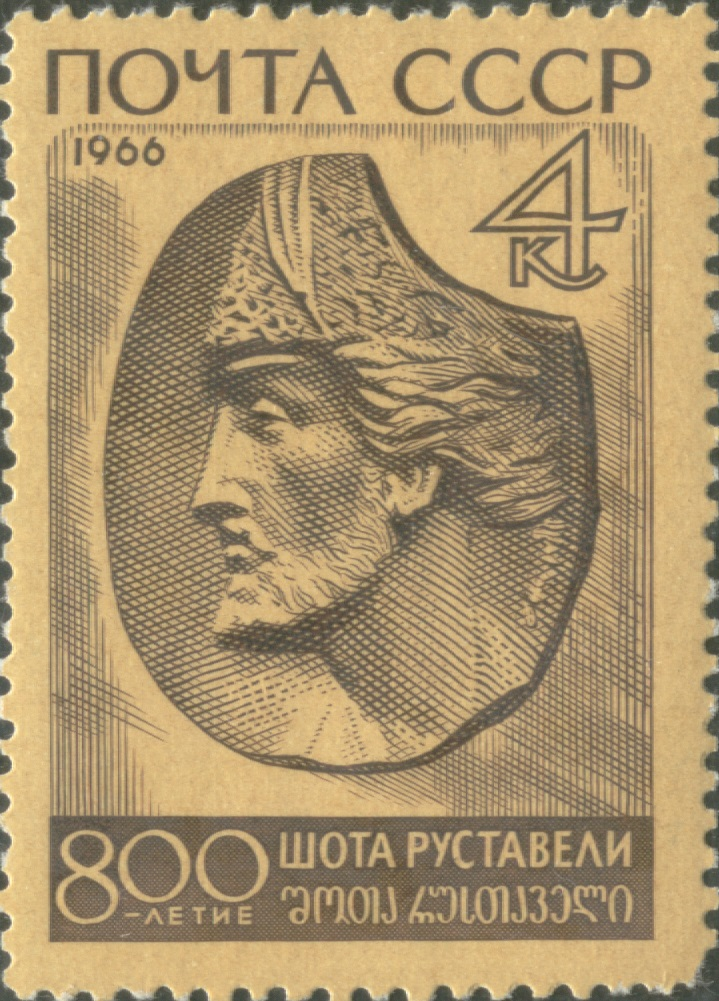
1966-os 4 kopejkás szovjet bélyeg
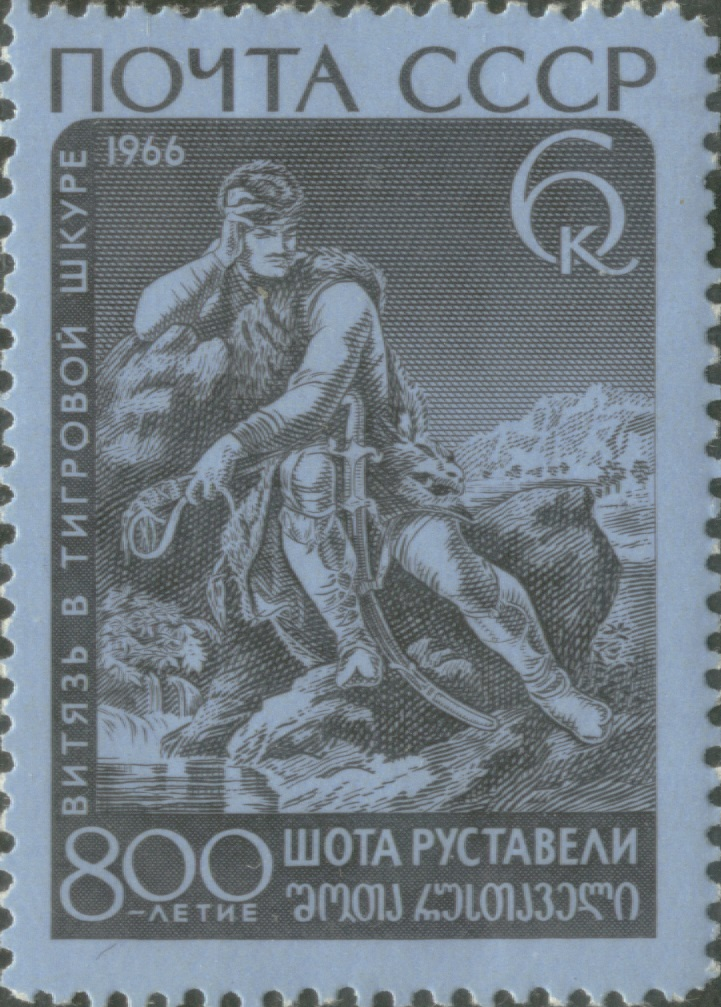
1966-os 6 kopejkás szovjet bélyeg

## Magyarul megjelent művei
- Tariel, a párducbőrös lovag; ford. Vikár Béla, ill. Zichy Mihály; Athenaeum, Bp., 1917
- A tigrisbőrös lovag; ford. Weöres Sándor, ill. Zichy Mihály, utószó Csatlós János; Európa, Bp., 1954, pp. 319

### Magyarul
- "Sota Rustaveli grúz költő szobra"
- Sota Rusztaveli: A tigrisbőrös lovag. Együtt 14. évfolyam 2012. 2. kiadás. (Hozzáférés: 2018. november 30.)

### Grúz nyelven
- შოთა რუსთაველი (XII საუკუნე). ner.ge, 2010. március 27. [2018. november 30-i dátummal az eredetiből archiválva]. (Hozzáférés: 2018. november 30.)
- შოთა რუსთაველი – Shota Rustaveli. burusi.wordpress.com. (Hozzáférés: 2018. november 30.)

### Angol nyelven
- The Man in the Panther's Skin: full text of M. Wardrop's English translation.
- Shota Rustaveli. "The Knight in the Panther's Skin" (Fragments in English).
- Shota Rustaveli Institute of Georgian Literature of the Georgian Academy of Sciences.

### Németül
- "Shota Rustaveli. "Der Ritter im Tigerfell" (In German).